# Проспект Воздушных Сил
Проспект Воздушных Сил (укр. Проспект Повітряних Сил) — один из проспектов Киева. Простирается от улицы Черновола и проспекта Берестейского до аэропорта Киев. Проходит через Шевченковский и Соломенский районы.

## История возникновения и формирования проспекта
Возник в середине XIX столетия как дорога к селу Жуляны. В 1858 году получил название «Кадетское шоссе» — в начале современного проспекта было построено здание Киевского Кадетского корпуса (1848—1857), ныне тут располагается Министерство обороны Украины. Тогда шоссе начиналось от Львовской улицы (ныне улица Сечевых Стрельцов) и доходило до нынешней улицы Ивана Огиенко. Местность получила название «Кадетский гай».
В 1908 году к Кадетскому корпусу от Триумфальной арки была проложена трамвайная линия, которую впоследствии дважды удлиняли (последний раз — в 1918 году, когда она достигла района Севастопольской площади). Удлинение трамвайной линии до Севастопольской площади связано с возникновением военного аэродрома, на базе которого со временем был образован аэропорт Киев (Жуляны; открыт в 1924 году).
В 1934—1941 и в 1943—1944 годах шоссе имело название Героев Стратосферы, в 1941—1943 годах — Кадетское шоссе, в 1944—1963 годах — Воздухофлотское шоссе. В 1952 году по проспекту была проложена троллейбусная линия до аэропорта. До середины 1950-х годов в основном сложилась существующая застройка проспекта.
В 1963 году был переименован на Воздухофлотский проспект, тогда же была отделена улица Косиора (современная улица Черновола), а в 1969 году — присоединена Земская улица — проходила от Севастопольской площади до района аэропорта.
8-го февраля 2024 года в процессе дерусификации городских объектов был переименован на Проспект Воздушных Сил.
К проспекту примыкают следующие улицы:
- улица Ивана Огиенко
- Стадионная улица
- улица Фучика
- улица Нищинского
- улица Шовкуненко
- улица Дениса Монастырского
- улица Генерала Геннадия Воробьева
- улица Авиаконструктора Антонова
- Парк имени Островского
- улица Просвещения
- проспект Валерия Лобановского
- Чоколовский бульвар
- Донецкая улица
- улица Семьи Идзиковских
- улица Святослава Храброго
- Смелянская улица
- Винницкая улица
- Концевая улица
- Медовая улица
- Волынская улица

## Здания, имеющие историческое значение
- № 6 (1848—1857) — здание бывшего Киевского Владимирского кадетского корпуса. Здесь в советское время находилось командование Киевского военного округа. На этом здании установлены мемориальные доски Г. Жукова, И. Якубовского, А. Гречко.

- № 28 (1914—1918) — здание бывшего Николаевского артиллерийского училища.

- Здания № 16 и 24/2 сооружены в 1930-е годы.

## Важные учреждения
- № 2 — стадион ЦСКА

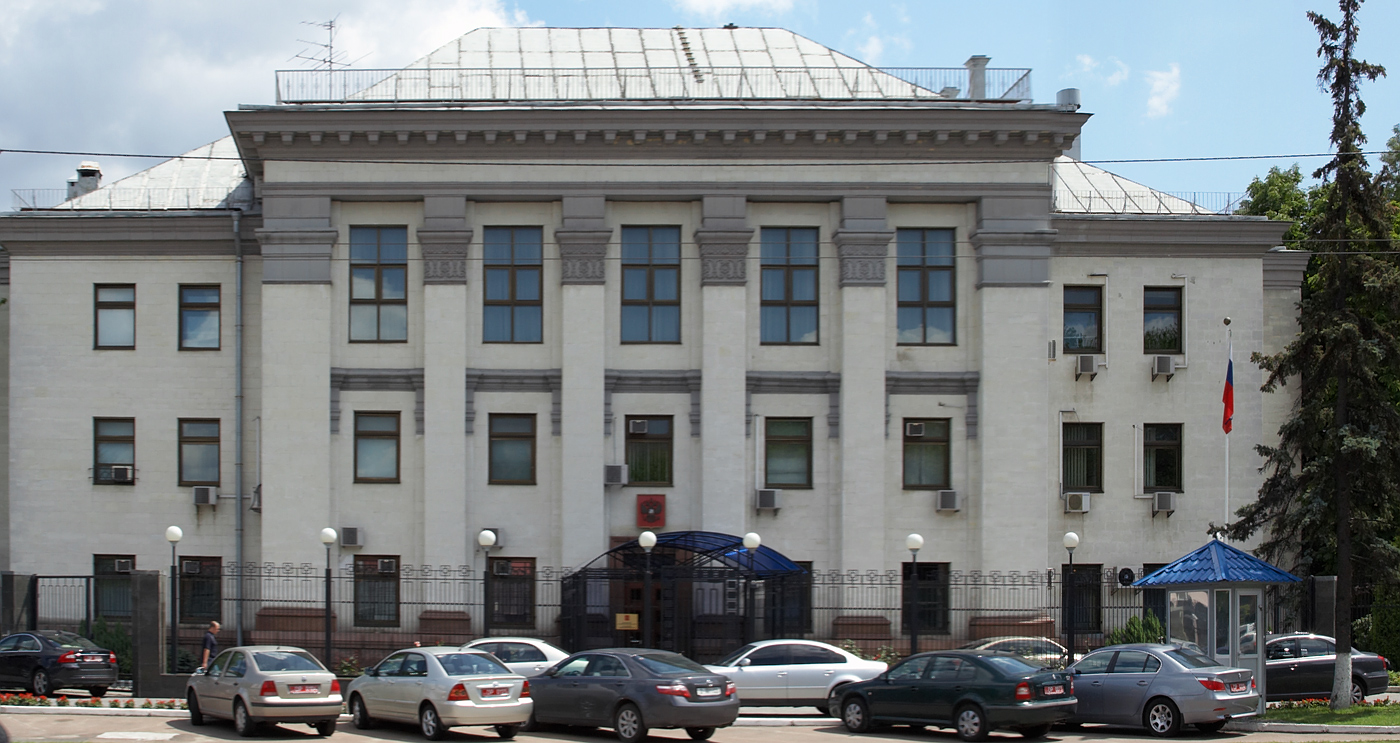
Дом № 27 — посольство России (вид до начала российско-украинского конфликта

- № 6 — Министерство обороны Украины
- № 9 — Дорожная клиническая больница
- № 11 — почтовое отделение
- № 49
- № 12 — детская библиотека имени Чапаева
- № 22 — гимназия № 178
- № 27 — посольство Российской Федерации
- № 28 — Национальная академия обороны Украины
- № 31 — Киевский национальный университет строительства и архитектуры
- № 35 — Электромеханический техникум железнодорожного транспорта
- № 41 — Соломенская райгосадминистрация
- № 44 — Железнодорожный универмаг
- № 49 — Соломенское РУ ГУ МВД Украины
- № 53 — Юридический лицей
- № 66 — Укррыба (бывший Рыбкомбинат)
- № 71 — аэропорт Киев
- № 76 — Государственный учебно-сертификационный центр гражданской авиации
- № 92 — гостиница аэропорта Киев
- № 94 — ГП «410-й завод гражданской авиации»

## Галерея

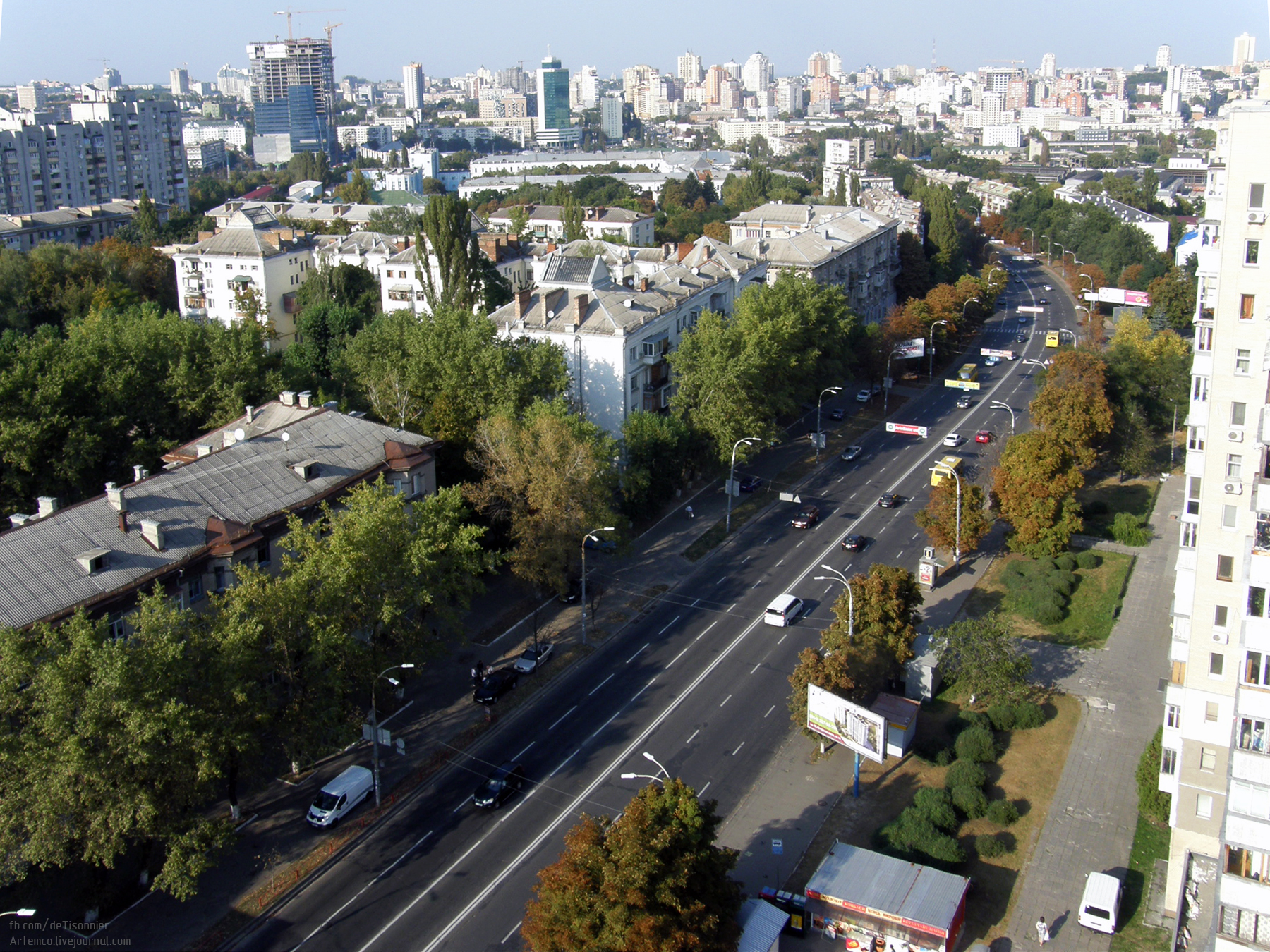
Изгиб проспекта Воздушных Сил на пересечении с улицей Стадионной
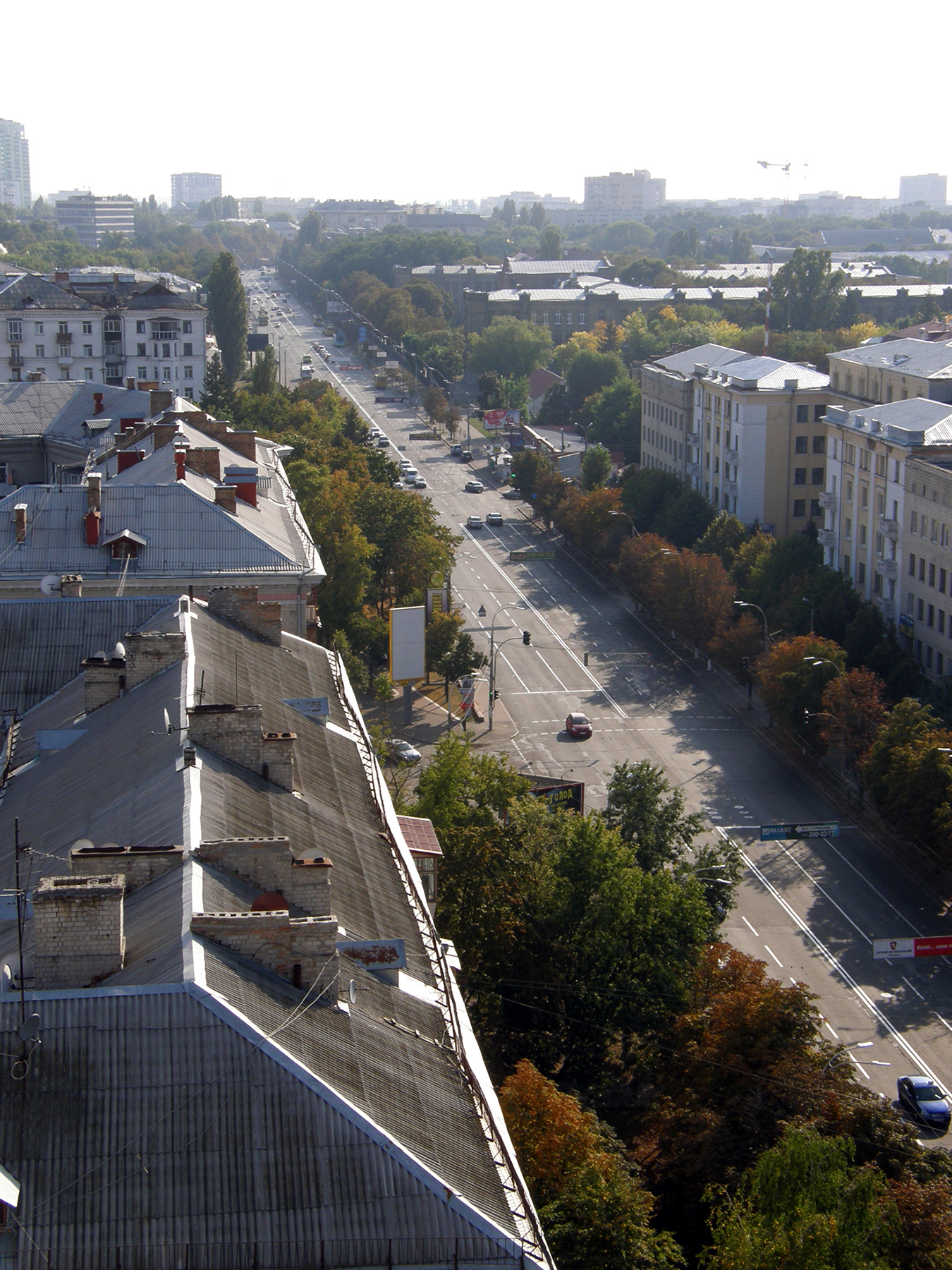
Проспект Воздушных Сил с видом на юго-запад

## Сообщения о планирующемся переименовании
В июле 2014 года в СМИ появились сообщения о том, что Воздухофлотский проспект может быть переименован в проспект Степана Бандеры. В феврале 2015 года ряд народных депутатов Украины предложили переименовать Воздухофлотский проспект в проспект имени Исы Мунаева. В августе 2015 года лидер ВОО «Народное доверие» волонтёр Сергей Шахов предложил переименовать Воздухофлотский проспект в проспект Памяти жертв рейса МН17. В сентябре 2015 года городской голова Виталий Кличко предложил переименовать Воздухофлотский проспект в проспект Бориса Немцова. В октябре 2023 года появились сообщения о том, что проспект может быть переименован в проспект Воздушных Сил. В феврале 2024 года проспект был переименован.

## Ресурсы интернета
- Воздухофлотский проспект на сервисе Яндекс.Панорамы.
- Энциклопедия Киева